# Michail Ippolitov-Ivanov
Michail Michailovitj Ippolitov-Ivanov (ryska: Михаи́л Миха́йлович Ипполи́тов-Ива́нов), född 7 november 1859 i Gattjina i Tsarryssland, död 28 januari 1935 i Moskva i Sovjetunionen, var en rysk kompositör och dirigent av klassisk musik.

## Biografi
Michail Ippolitov-Ivanovs födelsenamn var Michail Ivanov, men han lade senare till sin mors flicknamn (Ippolitov) till sitt efternamn för att särskilja sig från en tonsättare och musikkritiker med samma namn (Michail Ivanov, 1849–1927).
Från 1875 till 1882 studerade Ippolitov-Ivanov på musikhögskolan i Sankt Petersburg under ledning av Nikolaj Rimskij-Korsakov. Därefter arbetade han i sju år som orkesterdirigent och ledare för musikhögskolan i Tbilisi i Georgien. Den regionens musik kom att ha en stor inverkan på hans eget musikskapande, vilket man bland annat kan höra i hans mest berömda verk Kaukasiska skisser från 1894–1896.
Från 1893 arbetade Ippolitov-Ivanov vid musikhögskolan i Moskva, vid vilken han var konstnärlig ledare från 1905 till 1924. Han arbetade också som dirigent vid olika operor och från 1925 som dirigent på Bolsjojteatern.